# 쿱스타 니카
로버트 쿠퍼 필립스 (Robert Cooper Phillips) (1975년 4월 27일 출생, 2015년 10월 9일 사망) 그의 스테이지 닉네임인 쿱스타 니카 (Koopsta Knicca)로 알려져 있는 미국의 래퍼이다. 그는 스리 6 마피아의 멤버로 가장 잘 알려져 있으며, DJ Paul, Crunchy Black, 갱스터 부를 포함한 Da Mafia 6ix 그룹의 멤버로도 저명하다.
필립스는 DJ Paul이 프로듀싱한 그의 첫 앨범, Da Devil's Playground 를 1994년에 발매했다. 이 음반은 나중에 대부분 리메이크되었을 뿐만 아니라 1999년 대체 트랙리스트를 특징으로 하는 곡으로 다시 마스터링 되었다.
법적 문제로 무대와 비디오를 만들 수 없었던 그는, 2000년에 스리 6 마피아를 떠났다. 그는 그의 솔로 앨범 Da K Project, De Inevitable, 그리고 The Mind of Robert Cooper를 출시했다. 2012년부터 필립스는 Da Devil's Playground 2 라는 제목의 최신 스튜디오 음반과, Skrewged 라는 제목의 믹스테이프 작업을 시작했다.  그는 또한 A Murda 'N Room 8 EP (2010)과 Decepticons – Return Of The Gods (2012)를 발매했다. 필립스는 스리 6 마피아의 전 동료인 Lord Infamous와 자주 협업했으며, 그룹 이름인 Da Mafia 6ix로 협업 음반에 출연했다.

## 커리어
필립스는 1991년 멤피스 랩 그룹 스리 6 마피아에 가입했다. 로드 인페이머스 (Lord Infamous)에 의하면, 그는 DJ 폴(DJ Paul)과 같은 고등학교를 졸업했으며 주시 J를 만났다. 그는 platinum-selling When the Smoke Clears: Sixty 6, Sixty 1 를 포함한 수많은 스리 6 마피아의 앨범에 피쳐링 되었다. 그는 2000년 앨범 발매 후 소니와의 계약을 위반하는 것 외에도 쇼와 비디오를 만들 수 없게 된 제약으로 인해 그룹을 떠났다. DJ 은 필립스의 죽음에 대해 성명을 발표하고 필립스가 죽기 직전에 11번째 솔로 앨범 "Da Devil's Playground 2"를 시작하는 과정에 있다고 언급했다.

## 죽음
2015년 10월 6일, 필립스는 뇌졸중을 일으켜 생명 유지 장치에 올려졌다. 10월 9일 오전 1시경, 필립스는 생명 유지 장치로부터 제거되어 만 40세의 나이로 숨을 거두었다.

## 디스코그래피
솔로
- Da Devil's Playground: Underground Tape (1994) (DJ Paul 프로듀싱)
- Da Devil's Playground: Underground Solo[4] (1999) (DJ Paul 프로듀싱)
- Da K Project[5] (2002)
- Undaground Muzic, Vol. 1[6] (2003)
- De Inevitable[7] (2004)
- The Mind Of Robert Cooper[8] (2005)
- A Murda 'N Room 8 (September 28, 2010)
- Decepticon: The Return Of The Gods (2012년 10월 31일)
- Aliens vs Humans (2013.09.17)
- Skrewged (2013.10.01)
- Da Devil's Playground 2 (미발매) (2012)
- Da Devil's Playground 2 (DJ Paul에 의해 프로듀싱) (TBA)

스리 6 마피아와 합작
- Smoked Out, Loced Out (1994)
- Mystic Stylez (1995)
- Live By Yo Rep (1995)
- Chapter 1: The End (1996)
- Chapter 2: World Domination (1998)
- Underground Vol. 1: 1991–1994 (1999)
- Underground Vol. 2: Club Memphis (1999)
- Underground Vol. 3: Kings of Memphis (2000)
- When the Smoke Clears: Sixty 6, Sixty 1 (2000)
- Most Known Hits (2005)*
- Smoked Out Music Greatest Hits (2006)*
- Prophet's Greatest Hits (2007)*

* 당시 쓰리 식스 마피아의 멤버는 아니었지만, 쿱스타의 벌스는 여전히 음반에 수록되어 있었다.
다 마피아 식스 (Da Mafia 6ix)와 함께
- 6ix Commandments (2013)
- Hear Sum Evil (2014)
- Watch What U Wish... (2015)

킬조이 클럽 (Killjoy Club)과 함께
- Reindeer Games (2014)

프로펫 포세/하이프노타이즈 캠프 포세 (With Prophet Posse/Hypnotize Camp Posse)와 함께
- Body Parts (1998)
- Three 6 Mafia Presents: Hypnotize Camp Posse (2000)

### 콜라보레이션 앨범
- "The Airport" Indo G, Kelo, K-Rock and T-Rock과 합작
- "Cars, Clothes, Hoes" Gangsta Boo와 합작
- "Author Of Authorz" Lord Infamous와 합작
- "Killin Spree"  Nitemare Squad, Ezider와 합작
- "Whop Dat Bitch, Hurt Dat Hoe" MC-Mack, Scan Man, Pimp Teddy 합작
- "Losin My Mind" T-Rock, Mr. Sche, Boss Bytch 합작
- "Yeah Hoe"  Gangsta Boo, Indo G, Young Snipe, E-Gutta, Kelo, Nick Scarfo 합작
- "My Posse" Pastor Troy, Yo Gotti, Nick Scarfo, MC-Mack와 합작
- "The Dick" Indo G, Nick Scarfo, Kelo와 합작
- "The Answer"  Scan Man, T-Rock, K-Rock, Cydelix, Total Kayos, MC-Mack와 합작
- "48 Hrz. To Respond (2000 Rap Dope Game)"  Kingpin Skinny Pimp와 합작
- "Wanksta"  Scan Man, Ken Sample와 합작
- "Fie Cap"  Scan Man와 합작
- "Diabolical"  C-Mob, Bizarre와 합작
- "Stick Em Up Buck Em Down" J Blaque와 합작
- "War Love" Lord Infamous와 합작
- "Smokin Song"  Mac Montese와 합작
- "Hit Em' In The Face" Ponick 51/50과 합작
- "Murda Klan"  Immortal Soldierz의 Renizance, Twisted Insane, Lord Infamous과 합작
- "Lost Leaders"  Mexiveli, KingPin Skinny Pimp, Lil Wyte과 합작
- "We Are What We Are" Dark Half, SickTanicK과 합작